# Movimento de Independência da Guiné
O Movimento de Independência da Guiné ou MIG, foi um movimento independentista da Guiné Portuguesa.